# Fahleïta
La fahleïta és un mineral de la classe dels arsenats que pertany al grup de la smolyaninovita. Va ser anomenada en honor de Rolf Fahle, un distribuidor alemany de minerals especialitzat en els del Tsumeb que va proveir l'espècimen tipus.

## Característiques
La fahleïta és un arsenat de fórmula química CaZn₅Fe3+
2(AsO₄)₆·14H₂O. Cristal·litza en el sistema ortoròmbic. Els seus cristall són corbats i recargolats, aparèixen en feixos fibrosos, de fins a uns 1,5 cm; també apareixen en agregats esfèrics diminuts. La seva duresa a l'escala de Mohs és 2.
Segons la classificació de Nickel-Strunz, la fahleïta pertany a «08.CH: Fosfats sense anions addicionals, amb H₂O, amb cations de mida mitjana i gran, RO₄:H₂O < 1:1» juntament amb els següents minerals: walentaïta, anapaïta, picrofarmacolita, dittmarita, niahita, francoanellita, taranakita, schertelita, hannayita, struvita, struvita-(K), hazenita, rimkorolgita, bakhchisaraitsevita, smolyaninovita, barahonaïta-(Al) i barahonaïta-(Fe).

## Formació i jaciments
La fahleita va ser descoberta a la Mina Tsumeb, al Tsumeb (Regió d'Oshikoto, Namíbia) en una mena oxidada de tennantita-calcocita obtinguda d'una zona oxidada profunda d'un dipòsit hidrotermal polimetàl·lic en l'interior de dolomita. Es tracta de l'únic lloc on ha estat descrita aquesta espècie mineral.